# Proteostrenia ossea
Proteostrenia ossea är en fjärilsart som beskrevs av Butler 1881. Proteostrenia ossea ingår i släktet Proteostrenia och familjen mätare. Inga underarter finns listade i Catalogue of Life.